# Baseballstadion Jamsil
Das Baseballstadion Jamsil (auf Hangeul: 잠실 야구장, auf Hanja: 蠶室野球場) in der südkoreanischen Hauptstadt Seoul ist ein Baseballstadion, das im Südwesten im Bezirk Songpa-gu der Stadt liegt und zum Sportkomplex von Jamsil gehört. Das Stadion bietet 25.553 Sitzplätze.
Das Baseballstadion wurde für die Olympischen Sommerspiele 1988 gebaut. Der Architekt des Stadions war Kim In-ho. Dort wurden die Baseball-Wettbewerbe der Spiele, welche Demonstrationswettbewerbe waren, ausgetragen. Im Moment dient das Stadion als Heimspielstätte der Vereine Doosan Bears und den LG Twins.
2018 und 2019 wurde das Stadion umfangreich renoviert, unter anderem wurde die Flutlichtanlage erneuert.